# Олейник, Пётр Михайлович
Пётр Миха́йлович Оле́йник (укр. Петро Михайлович Олійник; 10 июля 1957, Нововарваровка, Анучинский район, Приморский край, СССР — 10 февраля 2011, Австрия) — украинский государственный деятель, председатель Львовской областной государственной администрации (2005—2008).

## Биография
Окончил Днепропетровский институт имени Артёма (1984).
- 1974—1975 гг. — ученик автослесаря, автослесарь комбината «Укрзападуголь», г. Червоноград,
- 1975—1975 гг. — горный рабочий шахты № 9 «Великомостовская», г. Сосновка,
- 1975—1977 гг. — служба в рядах Вооруженных Сил,
- 1977—1978 гг. — подземный ученик, подземный горный рабочий шахты № 9 «Великомостовская», г. Сосновка,
- 1978—1979 гг. — слушатель подготовительных курсов Днепропетровского горного института,
- 1979—1984 гг. — студент Днепропетровского горного института,
- июнь—август 1982 г. — подземный горный рабочий шахты № 9 «Великомостовская», г. Сосновка,
- 1983—1984 гг. — подземный горный рабочий, инженер шахты № 9 «Великомостовская», г. Сосновка,
- 1984—1985 гг. — старший инженер шахты № 10 «Великомостовская», г. Червоноград,
- 1985—1988 гг. — инструктор Червоноградского горкома Компартии Украины,
- 1988—1989 гг. — заместитель начальника отдела Западноукраинского производственного объединения по добыче угля, г. Сокаль,
- 1989—1990 гг. — начальник отдела шахты им. 50-летия СССР, г. Червоноград,
- 1990—1992 гг. — заместитель председателя исполкома Червоноградского Совета народных депутатов,
- 1992—1997 гг. — коммерческий директор ООО «Экспресс ЛТД», г. Червоноград,
- 1997—1999 гг. — генеральный директор ООО «Захидпроминвест», г. Червоноград,
- 1999—2002 гг. — председатель исполкома Червоноградского городского Совета

С апреля 2002 по март 2005 гг. — Народный депутат Украины 4-го созыва, избранный по избирательному округу № 125 Львовская область. Член Народного Руха Украины.
- 2005—2008 гг. — председатель Львовской областной государственной администрации[2][3],
- февраль—ноябрь 2008 г. — Советник Президента Украины[4],
- 2008—2009 гг. — заместитель Главы Секретариата Президента Украины — Представитель Президента Украины в Верховной Раде Украины[5]. Подал заявление об отставке 12 января 2009 года в связи с обвинениями в причастности к взяточничеству председателя Львовского апелляционного суда Игоря Зварыча[нет в источнике][6].